# Lipsotelus amicus
Lipsotelus amicus är en fjärilsart som beskrevs av Diakonoff 1973. Lipsotelus amicus ingår i släktet Lipsotelus och familjen vecklare. Inga underarter finns listade i Catalogue of Life.